# Ионное наслаивание
Ионное наслаивание (ИН) — один из методов послойного (layer-by-layer) синтеза наноматериалов с участием растворов реагентов и подложки из дисперсного или блочного вещества, на поверхности которой происходит синтез. Реагентами при синтезе являются растворы солей металлов или полиэлектролитов, содержащие катионы и анионы, которые в процессе взаимодействия в слое адсорбированных ионов образуют на поверхности подложки нанослой труднорастворимого соединения. Непременным условием синтеза нанослоёв методом ИН является удаление избытка растворов реагентов, например промывкой подложки растворителем, после каждой из стадий обработки ими подложки, Одна последовательность обработки подложки раствором соли 1 (на рис. 1 раствором соли M1A1), растворителем, раствором соли 2 (на рис. 1 раствором соли M2A2) и вновь растворителем составляет один цикл ИН. Толщину слоя в процессе синтеза задают числом последовательных циклов ИН.

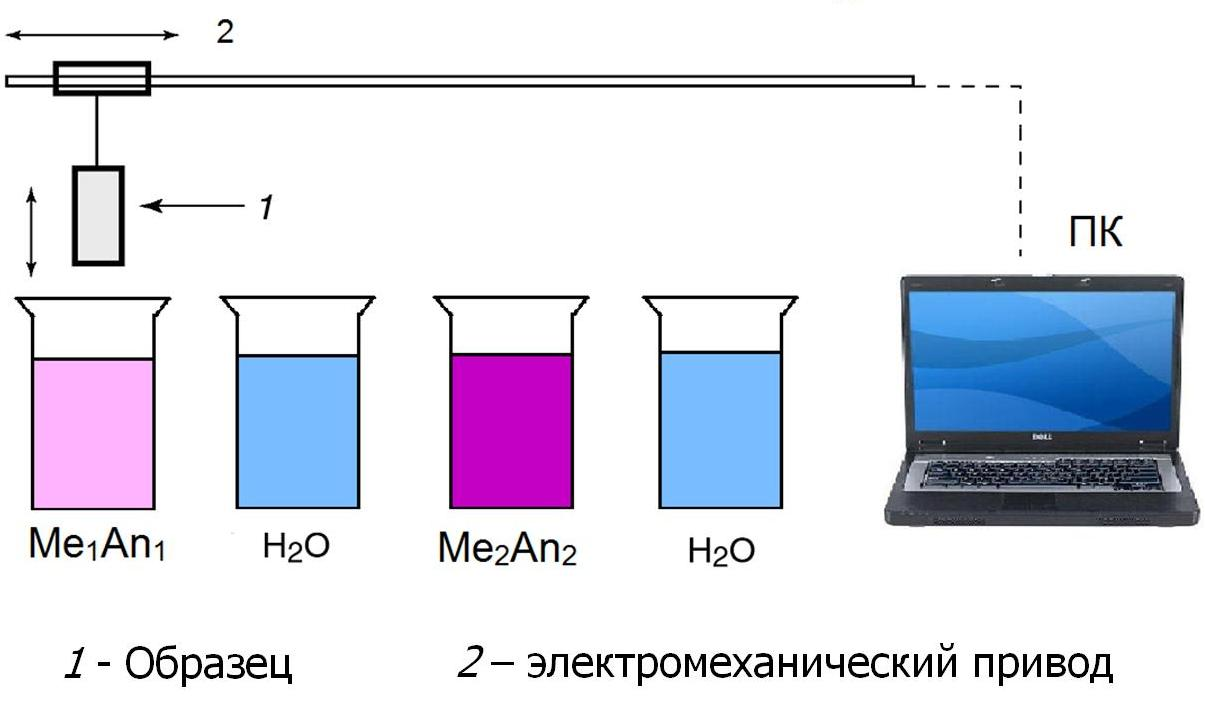
Рис.1 Блок-схема автоматизированной установки для синтеза нанослоёв методом ИН.

Метод ИН впервые независимо предложен в патенте Nicolau Y. F. и патенте Толстого В. П. с сотр. на примерах синтеза соответственно слоёв ZnS и MnO2.
В англоязычной литературе метод получил название Successive Ionic Layer Deposition (SILD) или Successive Ionic Layer Adsorbtion and Reaction (SILAR). В ряде работ используются также термины electrostatic Layer-by-Layer (eLbL) и Layer-by-Layer (LbL) synthesis.
Данным методом синтезируют нанослои широкого круга неорганических, органических или гибридных неорганических и органических веществ с использованием специальных автоматизированных установок, в которых реализована одна из методик синтеза, например путём погружения подложки в растворы (см. рис. 1), распыления растворов на поверхность подложки или последовательного и многократного нанесения капель растворов на вращающуюся подложку.